# Albertine Caron-Legris
Pour les articles homonymes, voir Caron et Legris.
Albertine Caron-Legris, née Caron le 7 novembre 1894 à Louiseville au Québec et morte le 22 février 1972 à Montréal, est une pianiste, compositrice et professeur de musique québécoise.

## Biographie
Albertine Caron apprend le piano dans sa jeunesse avec Romain-Octave Pelletier l'Ancien. Il continue l'étude du piano avec Michel Hirvy, le chant avec Rodolphe Plamondon et la musique avec Eugène Lapierre au Conservatoire national de Montréal. En 1942, elle est lauréate au diplôme supérieur de musique de l'université de Montréal.
Entretemps, elle se maria le 18 septembre 1919 à Louiseville avec un musicien dénommé Joseph-Agapit Legris et se fit appeler Caron-Legris. Elle fit des tournées à travers le Québec en nombreux récitals. En 1928, ils eurent une fille, Isabelle Legris qui devint une célèbre poétesse québécoise.
Après la Seconde Guerre mondiale, elle composa de nombreuses œuvres, parmi lesquelles des mélodies, de la musique pour piano et des harmonisations de chansons folkloriques qui sont inventoriées au service Bibliothèque et Archives Canada.
Son répertoire fut joué par de nombreux musiciens, parmi lesquels Maureen Forrester, Raoul Jobin, Marthe Létourneau, Nicolas Massue et Albert Viau (en).

## Œuvres
- La Berceuse de Donalda
- Un Homme et son péché
- Mes Plus Belles Chansons
- Poème pastorale pour piano
- Ceux qui s'aiment sont toujours malheureux
- Soir d'hiver

## Référence
- L'encyclopédie canadienne

1. ↑  « Legris-Caron (Albertine) - Avis de décès », sur BAnQ, La Presse, 25 février 1972 (consulté le 16 mars 2019), p. D11